# بازوی رزمی
بازوی رزمی (انگلیسی: Combat arms) یا نیروی رزمی بخشی از نیروهای نظامی در مجموعه نیروهای مسلح ملی هستند که در نبرد زمینی تاکتیکی مستقیم شرکت می‌کنند. به طور کلی، نیروهای رزمی واحدهایی هستند که سلاح‌هایی مانند تجهیزات پیاده‌نظام، سواره‌نظام و واحدهای توپخانه را حمل یا به کار می‌گیرند. استفاده از چندین بازوی رزمی به روش‌های پشتیبانی متقابل، به‌عنوان سلاح‌های ترکیبی شناخته می‌شود. در برخی از ارتش‌ها، به ویژه ارتش بریتانیا و ارتش کانادا، واحدهای توپخانه و مهندسی رزمی به عنوان پشتیبانی رزمی طبقه‌بندی می‌شوند، در حالی که در برخی دیگر، مانند ارتش ایالات متحده، آنها بخشی از نیروهای رزمی در نظر گرفته می‌شوند. نیروهای زرهی در نام خود یک نیروی رزمی را تشکیل می‌دهند، اگرچه بسیاری از آنها تاریخچه‌ای مشتق شده از واحدهای سواره‌نظام دارند.
توپخانه به‌عنوان یک واحد رزمی در درجه اول بر اساس تاریخچه استفاده از توپ در نبرد نزدیک و بعداً در نقش ضد تانک تا ظهور موشک‌های هدایت شونده ضد تانک گنجانده شده است. گنجاندن نیروهای ویژه در برخی از نیروهای مسلح به‌عنوان یک بازوی رزمی جداگانه اغلب بر پایه دکترین نظامی است زیرا واحدهای نیروهای ویژه اساساً پیاده نظام تخصصی هستند که اغلب پیوندهای تاریخی با واحدهای پیاده‌نظام سبک معمولی دارند.